# 馬盧希內
51°29′16″N 34°13′40″E / 51.48778°N 34.22778°E
馬盧希內（烏克蘭語：Малушине）是位於烏克蘭東北部的村莊，由蘇梅州科諾托普區的普蒂夫利市鎮負責管轄。該村處於別留什卡河畔，距離科扎切1公里，海拔高度184米，2001年人口150。